# Perdita fracticincta
Perdita fracticincta là một loài Hymenoptera trong họ Andrenidae. Loài này được Timberlake mô tả khoa học năm 1953.